# National Organization for Women
National Organization for Women (engelska: Nationell organisation för kvinnor) är en amerikansk feministisk organisation som grundades 1966. Den har 500 000 medlemmar i 550 lokalorganisationer och är därmed världens största feministiska organisation. Organisationens ideologi betecknas som mainstream feminism, vilket avser liberalfeminism.

## Historik
En av organisationens grundare var den feministiska förgrundsfiguren Betty Friedan. Hon hamnade under tidigt 1970-talet i konflikt med andra av föreningens ledargestalter som var lesbiska och betraktade heterosexualitet som någonting som oundvikligen placerade kvinnor i en underlägsen ställning. Friedan förlorade denna strid och ledarskapet i NOW kom under många år att få en tydlig lesbisk prägel. Detta har dock under senare år blivit mindre utpräglat.
Organisationens stora genombrott kom 1970, då NOW en nationell kampanj för att ett tillägg om människors lika värde, kallad Equal Rights Amendment, skulle läggas till den amerikanska författningen. Kampanjen ledde inte till någon författningsändring, men organisationen växte genom kampanjen och byggde genom den upp politiska strukturer som sedan möjliggjort dess kampanjer för feministisk representation i den amerikanska kongressen (representanthuset och senaten).
Organisationen kämpar för kvinnors rättigheter genom civil olydnad, massmöten, informationskampanjer mm. 1992 organiserade NOW den största demonstrationen någonsin för kvinnors rättigheter när man lyckades samla ett tåg av 750 000 människor i Washington DC. NOW kämpar även mot rasism, homofobi och andra former av diskriminering.
2004 lyckades man även organisera den största manifestationen i USA:s historia när NOW:s March for Women's Lives lyckades samla 1 150 000 människor vid National Mall.

## Mål
Betty Friedan och Pauli Murray skrev NOWs statement of purpose 1966. Där skrevs att NOW:s syfte är att kvinnor ska få full medverkan i det amerikanska samhället, ha samma privilegier och ansvar som män och därför även ha en helt jämställd relation med män. NOW har 6 stycken kärnfrågor vilka är: abort och tillgång till hälso- och sjukvård efter aborten, våld mot kvinnor, att födas in i jämställdhet, främja mångfald och stoppa rasism, lesbiska rättigheter och ha ekonomisk rättvisa. Det finns underrubriker till alla de här rubrikerna. NOW prioriterade dessa kärnfrågor för att säkerställa att förändringar skulle garantera de här rättigheterna.
Regeringen tog inte aktiv roll i några ändringar kring diskriminering på grund av kön. NOW satte press på arbetsgivare, lokala regeringar och den federala regeringen att ha anti-diskrimineringspolicys. Genom rättstvister, politiskt tryck och marscher hade NOW auktoritär hållning som ledde till erkännanden i rättsfall.

## Presidenter
Följande kvinnor har lett National Organization of Women:
1. Betty Friedan (1966–1970)
2. Aileen Hernandez (1970–1971)
3. Wilma Scott Heide (1971–1974)
4. Karen DeCrow (1974–1977)
5. Eleanor Smeal (1977–1982)
6. Judy Goldsmith (1982–1985)
7. Eleanor Smeal (1985–1987)
8. Molly Yard (1987–1991)
9. Patricia Ireland (1991–2001)
10. Kim Gandy (2001–2009)
11. Terry O'Neil (2009–2017)
12. Toni VanPelt (2017- )